# Stéphane Weller
Pour les articles homonymes, voir Weller.
Pas d'image ? Cliquez ici

a Compétitions nationales et continentales officielles uniquement.

b Matchs officiels uniquement.
Dernière mise à jour le 4 mars 2021.
Stéphane Weller, né le 13 juin 1966 à Juvisy-sur-Orge, est un joueur de rugby à XV, qui a joué avec l'équipe de France et le FC Grenoble, évoluant au poste de trois quart aile.

## Biographie
Il est un ancien élève du lycée militaire de Saint-Cyr et de l'école d'application de l'infanterie à Montpellier où il découvre le rugby en universitaire.
Puis, il signe au FC Grenoble où ses débuts se font en nationale B, avant qu'il rejoigne l'équipe première en 1987-1988.
Il disputera un premier quart de finale en 1989 contre Narbonne puis un second contre le Racing en 1990, se voyant refuser à tort l’essai de la victoire, et une finale de Du Manoir contre Narbonne la même année.
Fin octobre 1989, il fait partie d'une sélection alpine avec 8 joueurs du FC Grenoble dans le XV de départ qui réussit l’exploit de battre l’Australie, future championne du monde à Grenoble dans un match où deux pénalités et un drop du Grenoblois Frédéric Vélo suffiront à mettre en échec les joueurs de Nick Farr-Jones et Michael Lynagh 9-7.
Stéphane Weller dispute ensuite son premier test match le 4 novembre 1989, contre cette même équipe d'Australie , et le dernier test match contre l'équipe de Nouvelle-Zélande, le 3 novembre 1990.
Il connaît les saisons suivantes bien des désagréments avec des blessures graves de 1991 à 1994 qui le privent des demi-finales de 1992 et 1994 et de la finale 1993, perdue dans des conditions rocambolesques 11-14 contre le Castres olympique dans une finale polémique avec notamment un essai non valable du castrais Gary Whetton et un autre refusé au Grenoblois Olivier Brouzet.
Plus tard, il effectue une petite saison à Vinay en 1re division groupe B avec Gilles Claret, Charl Snyman, Martial Servantes, tous anciens grenoblois, puis à l'US Vizille en 1997-1998 en seconde division.

## Palmarès

### En club
- Championnat de France de première division :
  - Vice-champion (1) : 1993[10]
  - Demi-finaliste (2) : 1992 et 1994
- Challenge Yves du Manoir :
  - Finaliste (1) : 1990
  - Demi-finaliste (2) : 1988 et 1992

### En équipe nationale
- Sélections en équipe nationale : 4
- Sélections par année : 2 en 1989 et 2 en 1990